# Dwayne Pride
L'agent spécial Dwayne Cassius Pride, interprété par Scott Bakula, est un personnage fictif de la série télévisée NCIS : Nouvelle-Orléans.

## Biographie
Il est né à la Nouvelle-Orléans où il devient adjoint du shérif. Il est celui qui détient le deuxième record d'arrestation. Peu après, il rejoint le NCIS en tant que bleu aux côtés de Jethro Gibbs et sous les ordres de trois agents du NCIS dont Mike Franks alors chargé d'enquêter sur un tueur en série Le privilégié qu'ils parviennent à arrêter avec la collaboration de l'agent spécial du FBI Tobias Fornell avec qui il se lie d'amitié. Quelques années plus tard, Pride est affecté à l'Office du NCIS à la Nouvelle-Orléans dont il est le seul agent. Au même moment, il se marie avec Linda Pride et son père est incarcéré pour corruption. Peu de temps après, Linda tombe enceinte et accouche d'une fille qu'ils appellent Laurel. Cette dernière étudie en musique à l'université de la Louisiane. Lors de l'Ouragan Kathrina en 2005, il fait équipe avec l'adjoint du shérif Cristopher LaSalle et la médecin légiste Loretta Wade afin de retrouver un homme soupçonné d'avoir cambriolé la Navy et tué un homme. Après avoir sauvé la vie de Cristopher et résolu l'affaire, il offre à ce dernier une place à ses côtés comme agent du NCIS.
Une des affaires la plus importante est le démantèlement de la famille Broussard, une famille mafieuse avec l'aide de L'appât, son informateur. Lors de la saison 1, les survivants de la famille Broussard avec l'aide de L'appât tente de le tuer avec une bombe.
Il est aussi proche d'Abigail Borin, son homologue au CGIS avec qui il a déjà effectué plusieurs missions sous couverture dont une en tant que couple et avec qui il n'hésite pas à se confier. Cette dernière n'hésite pas à collaborer avec lui, même en dehors de sa juridiction.
Il a aussi participé à la formation de plusieurs agents dont Kareen Hardy.
Au début de la saison 2, lui et Linda divorcent et il vend sa maison. Avec l'argent, il paie les études du fils de Loretta, Danny, de sa propre fille, Laurel et s'achète un bar.